# Горгона (филм)
Горгона (енгл. The Gorgon) је британски хорор филм Хамер продукције из 1964. године од редитеља Теренса Фишера, са Кристофером Лијем, Питером Кушингом, Ричардом Паском и Барбаром Шели у главним улогама. Радња је инспирисана причама из грчке митологије о три сестре Горгоне и Мегери.
Филм је премијерно приказан у Уједињеном Краљевству, 18. октобра 1964, у дистрибуцији компаније Коламбија пикчерс. У САД-у је премијера била тек у фебруару 1965. Приказан је заједно са Проклетством мумијине гробнице. Добио је осредње и претежно позитивне критике, али није успео да понови успехе претходно снимљених Хамерових хорора попут Франкенштајновог проклетства и Дракулиног хорора.

## Радња
Почетком XX века, Горгона Мегера заузима људски облик како би терорисала мало средњоевропско село, претварајући његове мештане у камен.

## Улоге
| Глумац             | Улога                 |
| ------------------ | --------------------- |
| Кристофер Ли       | професор Карл Мајстор |
| Питер Кушинг       | доктор Намаров        |
| Ричард Паско       | Пол Хејц              |
| Барбара Шели       | Карла Хофман          |
| Патрик Траутон     | инсектор Каноф        |
| Џек Вотсон         | Ратов                 |
| Мајкл Гудлиф       | професор Џулс Хејц    |
| Пруденс Химан      | Горгона Мегера        |
| Џојс Хемсон        | Марта                 |
| Џереми Лонгхерст   | Бруно Хејц            |
| Тени Гилпин        | Саша Кас              |
| Редмонд Филипс     | Ханс                  |
| Алистер Вилијамсон | Џанус Кас             |
| Џозеф Оконер       | мртвозорник           |
| Мајкл Пик          | судија                |